# Preis der deutschen Filmkritik
De Preis der deutschen Filmkritik (Prijs van de Duitse filmkritiek) is een prijs voor de beste Duitse films die in het voorbije kalenderjaar in de bioscopen zijn vertoond. De competitie voor de prijs, eigenlijk meerdere prijzen in twaalf of dertien categorieën, wordt georganiseerd door het Verband der deutschen Filmkritik (Verbond van Duitse filmcritici). De bekendmaking en de uitreiking vinden plaats tijdens de Berlinale in Berlijn. Het is de enige Duitse filmprijs die uitsluitend door filmcritici wordt uitgereikt.

## Geschiedenis
De Prijs van de Duitse filmkritiek werd tussen 1957 en 1968 telkens in één, wisselende categorie uitgereikt, vanaf 1969 in twee categorieën: "Beste speelfilm" en "Beste korte film". In de jaren daarna kwamen er steeds meer categorieën bij. Sinds 2013 wordt de prijs uitgereikt in dertien categorieën:
- Beste speelfilm (bester Spielfilm) – sinds 1969 uitgereikt
- Beste korte film (bester Kurzfilm) – sinds 1969
- Beste documentairefilm (bester Dokumentarfilm) – sinds 1980
- Beste experimentele film (bester Experimentalfilm) – sinds 1981
- Beste actrice (beste Darstellerin) – sinds 2000
- Beste acteur (bester Darsteller) – sinds 2000
- Beste speelfilmdebuut (bestes Spielfilmdebüt) – sinds 2001
- Beste scenario (bestes Drehbuch) – sinds 2001
- Beste camerawerk (beste Kamera) – sinds 2001
- Beste filmmuziek (beste Musik) – sinds 2001
- Beste filmmontage (bester Schnitt) – sinds 2001
- Ereprijs (Ehrenpreis) – sinds 2006
- Beste jeugdfilm (bester Kinderfilm) – sinds 2012

De nominaties voor de diverse prijzen vinden meestal in januari plaats, de bekendmaking van de winnaars en de uitreiking in februari of maart, tijdens het Internationaal filmfestival van Berlijn. De uitreiking van de prijzen voor 2023 vond plaats op 18 februari 2024 in de Akademie der Künste aan de Pariser Platz in Berlijn.
Het Verband der deutschen Filmkritik organiseert tevens de competitie voor enkele andere filmprijzen: de Siegfried Kracauer Preis für Filmkritik (sinds 2013), de EMAF Medienkunstpreis (mediakunstprijs van het European Media Art Festival in Osnabrück, sinds 2014), de Preis der Filmkritik auf dem Filmfest Hamburg (filmkritiekprijs van het Filmfestival van Hamburg, sinds 2018), de internationale Dresdner Kurzfilmpreis (kortefilmprijs van het Dresden Short Film Festival, sinds 2021) en de Max Ophüls Preis (filmkritiekprijs van het Filmfestival in Saarbrücken, sinds 2022).

## Prijswinnaars
Het jaartal in onderstaande lijsten heeft betrekking op het jaar waarin de film werd beoordeeld, meestal ook het jaar waarin de film in première ging. De prijsuitreiking vond in de meeste gevallen in het jaar daarop plaats. Van de periode tot en met 2000 worden alleen de Beste speelfilms, de Beste actrices en de Beste acteurs vermeld.

### 1956-2000

#### Beste speelfilm
- 1956 Der Hauptmann von Köpenick (Helmut Käutner)
- 1957 Endstation Liebe (Georg Tressler)
- 1958 Das Mächen Rosemarie (Rolf Thiele)
- 1959 Helden (Franz Peter Wirth)
- 1960 Die Brücke (Bernhard Wicki)
- 1961 Das Wirtshaus im Spessart (Kurt Hoffmann)
- 1962 niet toegekend
- 1963 Die endlose Nacht (Will Tremper)
- 1964 niet toegekend
- 1965 niet toegekend
- 1966 niet toegekend
- 1967 niet toegekend
- 1968 Warum ist Frau B. glücklich? (Erika Runge)
- 1969 Katzelmacher (Rainer Werner Fassbinder) en Die Unterdrückung der Frau ist vor allem (Hellmuth Costard)
- 1970 niet toegekend
- 1971 niet toegekend
- 1972 niet toegekend
- 1973 Liebe Mutter, mir geht es gut (Christian Ziewer) en Die Wollands (Marianne Lüdcke, Ingo Kratisch)
- 1974 Tschetan, der Indianerjunge (Hark Bohm)
- 1975 Alice in den Städten (Wim Wenders)
- 1976 Es herrscht Ruhe im Land (Peter Lilienthal)
- 1977 Stroszek (Werner Herzog)
- 1978 Der kleine Godard (Hellmuth Costard)
- 1979 Das Ende des Regenbogens (Uwe Friessner)
- 1980 Hungerjahre (Jutta Brückner)
- 1981 Das letzte Loch (Herbert Achternbusch)
- 1982 Normalsatz (Heinz Emigholz)
- 1983 Ulliisses (Werner Nekes)
- 1984 niet toegekend
- 1985 Edvige Scimitt (Matthias Zschokke)
- 1986 Ein Blick und die Liebe bricht aus (Jutta Brückner)
- 1987 Drachenfutter (Jan Schütte)
- 1988 Wallers letzter Gang (Christian Wagner)
- 1989 Überall ist es besser wo wir nicht sind (Michael Klier)
- 1990 Hochzeitsgäste (Niko Brücher)
- 1991 Karniggels (Detlev Buck)
- 1992 Kinderspiele (Wolfgang Becker)
- 1993 Die tödliche Maria (Tom Tykwer)
- 1994 Halbmond (Irene von Alberti, Frieder Schlaich)
- 1995 Das Glück meiner Schwester (Angela Schanelec)
- 1996 Das Leben ist eine Baustelle (Wolfgang Becker)
- 1997 Not a Love Song (Jan Ralske)
- 1998 Lola rennt (Tom Tykwer)
- 1999 Nachtgestalten (Andreas Dresen)
- 2000 Die Unberührbare (Oskar Roehler)

#### Beste actrice
- 1959  Tatiana Samoilova
- 1961  Karin Baal
- 2000  Hannelore Elsner

#### Beste acteur
- 1956 Martin Held
- 1957 Heinz Rühmann
- 1958 Mario Adorf, Horst Frank
- 1959 Götz George, Gerd Fröbe, Joseph Offenbach
- 1960 Heinz Rühmann, Hanns Lothar
- 1961 Hubert von Meyerinck, Richard Münch
- 1962 Walter Giller, Karl Michael Vogler
- 2000 Vadim Glowna

### 2001
- Beste speelfilm: Die innere Sicherheit van Christian Petzold
- Beste speelfilmdebuut: Das weiße Rauschen van Hans Weingartner
- Beste actrice: Katrin Saß voor Heidi M.
- Beste acteur: Jörg Schüttauf voor Berlin is in Germany
- Beste documentairefilm: Absolut Warhola van Stanisław Mucha
- Beste scenario: Achim von Borries, Karin Åström en  Maria von Heland voor England!
- Beste camerawerk: Jutta Pohlmann voor England!
- Beste filmmuziek: Dieter Schleip voor Die Einsamkeit der Krokodile en Rudi Moser, Christian Meyer en Roger Möhring voor alaska.de
- Beste filmmontage: Bettina Böhler voor Die innere Sicherheit
- Beste experimentele film: Die Resonanz von Augenblicken 2 van Karola Schlegelmilch
- Beste korte film: Staplerfahrer Klaus van Jörg Wagner en  Stefan Prehn

### 2002
- Beste speelfilm: Halbe Treppe van Andreas Dresen
- Beste speelfilmdebuut: Nichts bereuen van Benjamin Quabeck
- Beste actrice: Martina Gedeck
- Beste acteur: Daniel Brühl
- Beste documentairefilm: Rivers and Tides van Thomas Riedelsheimer
- Beste scenario: Almut Getto voor Fickende Fische
- Beste camerawerk: Frank Griebe voor Heaven
- Beste filmmuziek: Dieter Schleip voor Der Felsen
- Beste filmmontage: Hana Müllner voor Der Felsen
- Beste experimentele film: Neulich 3 van Jochen Kuhn
- Beste korte film: Das schlafende Mädchen van Corinna Schnitt

### 2003
- Beste speelfilm: Lichter van Hans-Christian Schmid
- Beste speelfilmdebuut: Bungalow van Ulrich Köhler
- Beste actrice: Marie Bäumer
- Beste acteur: Devid Striesow
- Beste documentairefilm: Damen und Herren ab 65 van Lilo Mangelsdorff
- Beste scenario: Daniel Nocke voor Sie haben Knut
- Beste camerawerk: Isabelle Casez voor 7 Brüder
- Beste filmmuziek: Niki Reiser voor Das fliegende Klassenzimmer
- Beste filmmontage: Hansjörg Weißbrich voor Lichter
- Beste experimentele film: Spring van Oliver Held
- Beste korte film: Ich und das Universum van Hajo Schomerus

### 2004
- Beste speelfilm: Die fetten Jahre sind vorbei van Hans Weingartner
- Beste speelfilmdebuut: Schultze gets the blues van Michael Schorr
- Beste actrice: Julia Jentsch
- Beste acteur: August Diehl
- Beste documentairefilm: Die Spielwütigen van Andres Veiel
- Beste scenario: Angela Schanelec voor Marseille
- Beste camerawerk: Manuel Mack voor Schussangst
- Beste filmmuziek: Andreas Grimm voor Der Wixxer
- Beste filmmontage: Mona Bräuer voor Höllentour
- Beste experimentele film: Zygose van Arndt Stepper en  Gonzalo Arilla
- Beste korte film: Living a Beautiful Life van Corinna Schnitt

### 2005
- Beste speelfilm: Gespenster van Christian Petzold
- Beste speelfilmdebuut: Netto van Robert Thalheim
- Beste actrice: Julia Jentsch
- Beste acteur: Axel Prahl
- Beste documentairefilm: Die große Stille van Philip Gröning
- Beste scenario: Holger Franke en Dani Levy voor Alles auf Zucker
- Beste camerawerk: Hans-Günther Bücking voor Schneeland
- Beste filmmuziek: Hans Zimmer en Nick Glennie-Smith voor Der kleine Eisbär 2 – Die geheimnisvolle Insel
- Beste filmmontage: Patricia Rommel voor Kammerflimmern
- Beste experimentele film: You Killed the Undergroundfilm or The Real Meaning of Kunst bleibt... bleibt van Wilhelm Hein
- Beste korte film: Blackout van Maximilian Erlenwein

### 2006
- Beste speelfilm: Requiem van Hans-Christian Schmid
- Beste speelfilmdebuut: Das Leben der Anderen van Florian Henckel von Donnersmarck
- Beste actrice: Sandra Hüller in Requiem
- Beste acteur: Ulrich Mühe in Das Leben der Anderen
- Beste documentairefilm: Behind the Couch van Veit Helmer en Deutschland. Ein Sommermärchen van Sönke Wortmann
- Beste scenario: Wolfgang Kohlhaase voor Sommer vorm Balkon
- Beste camerawerk: Hagen Bogdanski voor Das Leben der Anderen
- Beste filmmuziek: Bert Wrede voor Knallhart
- Beste filmmontage: Patricia Rommel voor Das Leben der Anderen
- Beste experimentele film: Daumenlutscherin van Ute Ströer
- Beste korte film: Detektive van Andreas Goldstein
- Ereprijs: Brinkmanns Zorn van Harald Bergmann

### 2007
- Beste speelfilm: Yella van Christian Petzold
- Beste speelfilmdebuut: Die Unerzogenen van Pia Marais
- Beste actrice: Maren Kroymann in Verfolgt
- Beste acteur: Ulrich Noethen in Mein Führer – Die wirklich wahrste Wahrheit über Adolf Hitler
- Beste documentairefilm: Prater van Ulrike Ottinger
- Beste scenario: Matthias Pacht en Alex Buresch voor Das wahre Leben
- Beste camerawerk: Hans Fromm voor Yella
- Beste filmmuziek: Dieter Schleip voor Die Hochstapler
- Beste filmmontage: Andrew Bird voor Auf der anderen Seite
- Beste experimentele film: Wie ich ein freier Reisebegleiter wurde van Jan Peters
- Beste korte film: Illusion van Burhan Qurbani
- Ereprijs: Das Herz ist ein dunkler Wald, van Nicolette Krebitz (regie) en Bella Halben (camera)

### 2008
- Beste speelfilm: Jerichow van Christian Petzold
- Beste speelfilmdebuut: Nacht vor Augen van Brigitte Bertele
- Beste actrice: Karoline Herfurth in Im Winter ein Jahr
- Beste acteur: Elmar Wepper in Kirschblüten – Hanami
- Beste documentairefilm: Holunderblüte van Volker Koepp
- Beste scenario: Philipp Stölzl, Christoph Silber, Rupert Henning en Johannes Naber voor Nordwand
- Beste camerawerk: Kolja Brandt voor Nordwand
- Beste filmmuziek: Niki Reiser voor Im Winter ein Jahr
- Beste filmmontage: Andreas Wodraschke voor Dr. Alemán
- Beste experimentele film: Falsche Freunde van Sylvia Schedelbauer
- Beste korte film: Das heimliche Geräusch van Michael Watzke
- Ereprijs: Klaas Akkermann (filmpromoter)

### 2009
- Beste speelfilm: Das weiße Band – Eine deutsche Kindergeschichte van Michael Haneke
- Beste speelfilmdebuut: Salami Aleikum van Ali Samadi Ahadi
- Beste actrice: Birgit Minichmayr in Alle anderen
- Beste acteur: Burghart Klaußner in Das weiße Band
- Beste documentairefilm: Achterbahn van Peter Dörfler
- Beste scenario: Michael Haneke voor Das weiße Band
- Beste camerawerk: Christian Berger voor Das weiße Band
- Beste filmmuziek: Fabian Römer voor Die Tür
- Beste filmmontage: Hansjörg Weißbrich voor Sturm
- Beste experimentele film: Painting Paradise van Barbara Hlali
- Beste korte film: Heimspiel van Bogdana Vera Lorenz
- Ereprijs: Ron Holloway

### 2010
- Beste speelfilm: Die Fremde van Feo Aladağ
- Beste speelfilmdebuut: Die Fremde van Feo Aladağ
- Beste actrice: Sibel Kekilli in Die Fremde en Sophie Rois in Drei
- Beste acteur: Devid Striesow in Drei
- Beste documentairefilm: Im Haus meines Vaters sind viele Wohnungen van Hajo Schomerus
- Beste scenario: Feo Aladağ voor Die Fremde
- Beste camerawerk: Judith Kaufmann voor Die Fremde
- Beste filmmuziek: Stéphane Moucha & Max Richter voor Die Fremde en Christoph M. Kaiser & Julian Maas voor Die kommenden Tage
- Beste filmmontage: Andrea Mertens voor Die Fremde
- Beste experimentele film: Nacht um Olympia van Timo Schierhorn
- Beste korte film: Go Bash van Stefan Prehn en Stefan Eckel
- Ereprijs: Heinz Badewitz

### 2011
- Beste speelfilm: Halt auf freier Strecke van Andreas Dresen
- Beste speelfilmdebuut: Almanya – Willkommen in Deutschland van Yasemin Şamdereli
- Beste actrice: Sandra Hüller in Über uns das All
- Beste acteur: Milan Peschel in Halt auf freier Strecke
- Beste documentairefilm: Pina van Wim Wenders
- Beste scenario: Yasemin en Nesrin Şamdereli voor Almanya – Willkommen in Deutschland
- Beste camerawerk: Daniela Knapp voor Poll
- Beste filmmuziek: Ingo Ludwig Frenzel voor Lollipop Monster ex aequo Benedikt Schiefer voor Unter dir die Stadt
- Beste filmmontage: Toni Froschhammer voor Pina
- Beste experimentele film: Bardzo van Gerhard Funk
- Ereprijs: Darius Ghanai (ontwerper opening credits)

### 2012
- Beste speelfilm: Barbara van Christian Petzold
- Beste speelfilmdebuut: Oh Boy van Jan-Ole Gerster
- Beste actrice: Alina Levshin in Kriegerin
- Beste acteur: Lars Eidinger in Was bleibt
- Beste documentairefilm: Das Ding am Deich van Antje Hubert
- Beste jeugdfilm: Tom und Hacke van Norbert Lechner
- Beste scenario: Bernd Lange voor Was bleibt
- Beste camerawerk: Jakub Bejnarowicz voor Der Fluss war einst ein Mensch
- Beste filmmuziek: The Major Minors en Cherilyn MacNeil voor Oh Boy
- Beste filmmontage: Bettina Böhler voor Barbara
- Beste experimentele film: Gradually von Benjamin Ramirez Perez
- Beste korte film: Die Schaukel des Sargmachers van Elmar Imanov
- Ereprijs: Christel en Hans Strobel voor hun verdiensten voor de Duitse jeugdfilm
- Innovatieprijs: Fred Kelemen voor uitmuntende beeldcompositie van Béla Tarrs Das Turiner Pferd

### 2013
- Beste speelfilm: Die andere Heimat – Chronik einer Sehnsucht van Edgar Reitz
- Beste speelfilmdebuut: Tore tanzt van Katrin Gebbe
- Beste actrice: Antonia Lingemann in Bastard van Carsten Unger
- Beste acteur: Sascha Alexander Geršak in Tore tanzt en Murat Kurnaz in 5 Jahre Leben
- Beste documentairefilm: Master of the Universe van Marc Bauder
- Beste jeugdfilm: Sputnik van Markus Dietrich
- Beste scenario: Frauke Finsterwalder en Christian Kracht voor Finsterworld van Frauke Finsterwalder
- Beste camerawerk: Gernot Roll voor Die andere Heimat – Chronik einer Sehnsucht
- Beste filmmuziek: Martin Todsharow voor Quellen des Lebens van Oskar Roehler
- Beste filmmontage: Anne Fabini voor Houston van Bastian Günther
- Beste experimentele film: Ein Gespenst geht um in Europa van Julian Radlmaier
- Beste korte film: Wie ist die Welt so stille van Susann Maria Hempel
- Ereprijs: Wilhelm Hein voor zijn inzet voor de underground-, onafhankelijke en experimentele film

### 2014
- Beste speelfilm: Zeit der Kannibalen van Johannes Naber
- Beste speelfilmdebuut: Fräulein Else van Anna Martinetz
- Beste actrice: Liv Lisa Fries voor haar rollen in Und morgen Mittag bin ich tot en Staudamm
- Beste acteur: Sebastian Blomberg voor zijn rol in Zeit der Kannibalen
- Beste documentairefilm: Deutschboden van André Schäfer
- Beste jeugdfilm: Rico, Oskar und die Tieferschatten van Neele Leana Vollmar
- Beste scenario: Stefan Weigl voor Zeit der Kannibalen
- Beste camerawerk: Philip Gröning voor Die Frau des Polizisten
- Beste filmmuziek: Sven Rossenbach en Florian van Volxem voor Die geliebten Schwestern
- Beste filmmontage: Claudia Wolscht voor Die geliebten Schwestern
- Beste experimentele film: Femminielli van Nino Pezzella
- Beste korte film: Raimund – Ein Jahr davor van Hans-Dieter Grabe
- Ereprijs: Erika en Ulrich Gregor
- Ereprijs van de dokumentairefilmjury: Heinz Emigholz voor het project Photographie und jenseits

### 2015
- Beste speelfilm: Der Staat gegen Fritz Bauer van Lars Kraume
- Beste speelfilmdebuut: Verfehlung van Gerd Schneider
- Beste actrice: Laura Tonke voor haar rol in Hedi Schneider steckt fest
- Beste acteur: Burghart Klaußner voor zijn rol in Der Staat gegen Fritz Bauer
- Beste documentairefilm: Das Gelände van Martin Gressmann
- Beste jeugdfilm: Hördur van Ekrem Ergün
- Beste scenario: Dietrich Brüggemann voor Heil
- Beste camerawerk: Sturla Brandth Grøvlen voor Victoria
- Beste filmmuziek: Nils Frahm voor Victoria
- Beste filmmontage: Vincent Assmann voor Heil
- Beste experimentele film: Schicht van Alexandra Gerbaulet
- Beste korte film: Stadt der Elefanten van Marko Mijatovic
- Ereprijs: Joachim von Mengershausen

### 2016
- Beste speelfilm: Toni Erdmann van Maren Ade
- Beste speelfilmdebuut: Fado van Jonas Rothlaender
- Beste actrice: Lilith Stangenberg voor haar rol in Wild
- Beste acteur: Josef Hader voor zijn rol in Vor der Morgenröte
- Beste documentairefilm: Chamissos Schatten van Ulrike Ottinger
- Beste jeugdfilm: Auf Augenhöhe van Evi Goldbrunner en Joachim Dollhopf
- Beste scenario: Maren Ade voor Toni Erdmann
- Beste camerawerk: Wolfgang Thaler voor Vor der Morgenröte
- Beste filmmuziek: Levin Kärcher en Alula Araya voor Beti und Amare
- Beste filmmontage: Heike Parplies voor Toni Erdmann
- Beste experimentele film: Havarie van Philip Scheffner
- Beste korte film: Telefon Santrali van Sarah Drath
- Ereprijs: Helke Misselwitz

### 2017
- Beste speelfilm: Western van Valeska Grisebach
- Beste speelfilmdebuut: Selbstkritik eines bürgerlichen Hundes van Julian Radlmaier
- Beste actrice: Clara Schramm / Naomi Achternbusch voor hun rol in Blind & Hässlich
- Beste acteur: Meinhard Neumann voor zijn rol in Western
- Beste documentairefilm: Happy van Carolin Genreith
- Beste jeugdfilm: Nur ein Tag van Martin Baltscheit
- Beste scenario: Heinz Emigholz, Zohar Rubinstein voor Streetscapes [Dialogue]
- Beste camerawerk: Reinhold Vorschneider voor Der traumhafte Weg
- Beste filmmuziek: Ricardo Villalobos, Sonja Moonear, Athanassios Christos Macias, Roman Flügel, David Moufang, Romuald Karmakar voor Denk ich an Deutschland in der Nacht
- Beste filmmontage: Angela Schanelec, Maja Tennstedt voor Der traumhafte Weg
- Beste experimentele film: Lass den Sommer nie wieder kommen van Alexandre Koberidze
- Beste korte film: Final Stage van Nicolaas Schmidt
- Ereprijs: Werner Ružicka

### 2018
- Beste speelfilm: Das unmögliche Bild van Sandra Wollner
- Beste speelfilmdebuut: Alles ist gut van Eva Trobisch
- Beste actrice: Lina Beckmann voor Fühlen Sie sich manchmal ausgebrannt und leer?
- Beste acteur: Arnel Taci, Kubilay Sarikaya, Muhammed Kirtan voor Familiye
- Beste scenario: Josef Bierbichler voor Zwei Herren im Anzug
- Beste camerawerk: Mariel Baqueiro voor Hagazussa
- Beste filmmuziek: Ted Gaier voor Das Milan-Protokoll
- Beste filmmontage: Stephan Bechinger voor Das unmögliche Bild
- Beste jeugdfilm: Königin von Niendorf van Joya Thome
- Beste documentairefilm: Aggregat van Marie Wilke
- Beste korte film: Wulkania (Mary Ocher, Felix Kubin) (Mariola Brillowska)
- Beste experimentele film: Imperial Valley (cultivated run-off) (Lukas Marxt)
- Ereprijs: Rudolf Thome

### 2019
- Beste speelfilm: Wintermärchen van Jan Bonny
- Beste speelfilmdebuut: Mein Ende. Dein Anfang. van Mariko Minoguchi
- Beste actrice: Corinna Harfouch voor Lara
- Beste acteur: Alexander Fehling voor Das Ende der Wahrheit
- Speciale prijs voor een acteursensemble: Ricarda Seifried, Jean-Luc Bubert en Thomas Schubert voor Wintermärchen
- Beste scenario: Mariko Minoguchi voor Mein Ende. Dein Anfang.
- Beste camerawerk: Benjamin Loeb voor Wintermärchen
- Beste filmmuziek: Pia Hoffmann voor de muziekkeuze voor Der Goldene Handschuh
- Beste filmmontage: Angela Schanelec voor Ich war zuhause, aber…
- Beste jeugdfilm: Fritzi – eine Wendewundergeschichte van Ralf Kukula & Matthias Bruhn
- Beste documentairefilm: Heimat ist ein Raum aus Zeit van Thomas Heise
- Beste korte film: Dead Sea Dying van Katharina Rabel & Rebecca Zehr
- Beste experimentele film: Ada Kaleh van Helena Wittmann
- Ereprijs: Gertrud Koch

### 2020
- Beste speelfilm: Giraffe van Anna Sofie Hartmann
- Beste speelfilmdebuut: Nackte Tiere van Melanie Waelde
- Beste actrice: Nina Hoss voor Das Vorspiel en Pelikanblut
- Beste acteur: Mišel Matičević voor Exil
- Beste scenario: Ulrich Köhler en Henner Winckler voor Das freiwillige Jahr
- Beste beeldcompositie: Martin Neumeyer voor Kokon
- Beste filmmuziek: Dascha Dauenhauer voor Berlin Alexanderplatz
- Beste filmmontage: Philipp Thomas voor Berlin Alexanderplatz
- Beste jeugdfilm: Zu weit weg van Sarah Winkenstette
- Beste documentairefilm: Regeln am Band, bei hoher Geschwindigkeit van Yulia Lokshina
- Beste korte film: For Reasons Unknown van Tom Otte
- Beste experimentele film: Untitled Sequence of Gaps van Vika Kirchenbauer
- Ereprijs: Tamara Trampe

### 2021
- Beste speelfilm: The Trouble with Being Born van Sandra Wollner
- Beste speelfilmdebuut: Neubau van Johannes Maria Schmit
- Beste actrice: Ursula Strauss voor Le Prince
- Beste acteur: Eugene Boateng voor Borga
- Beste scenario: Ramon en Silvan Zürcher voor Das Mädchen und die Spinne
- Beste beeldcompositie: Timm Kröger voor The Trouble with Being Born
- Beste filmmuziek: John Gürtler en Jan Miserre voor A Pure Place
- Beste filmmontage: Ramon Zürcher en Katharina Bhend voor Das Mädchen und die Spinne
- Beste jeugdfilm: Sommer-Rebellen van Martina Saková
- Beste documentairefilm: Zustand und Gelände van Ute Adamczewski
- Beste korte film: I Want to Return Return Return van Elsa Rosengren
- Beste experimentele film: Elle van Luise Donschen
- Ereprijs: Dore O.

### 2022
- Beste speelfilm: Was sehen wir, wenn wir zum Himmel schauen? van Alexandre Koberidze
- Beste speelfilmdebuut: Das Mädchen mit den goldenen Händen van Katharina Marie Schubert
- Beste actrice: Saskia Rosendahl voor Niemand ist bei den Kälbern
- Beste acteur: Moritz von Treuenfels voor Axiom
- Beste scenario: Annika Pinske voor Alle reden übers Wetter
- Beste beeldcompositie: Constantin Campean voor Grand Jeté
- Beste filmmuziek: Floros Floridis voor Eine Frau
- Beste filmmontage: Cem Kaya voor Aşk, Mark Ve Ölüm – Liebe, D-Mark und Tod
- Beste documentairefilm: Aşk, Mark Ve Ölüm – Liebe, D-Mark und Tod van Cem Kaya
- Beste jeugdfilm: Der Pfad van Tobias Wiemann
- Beste korte film: Muss ja nicht sein, dass es heute ist van Sophia Groening
- Beste experimentele film: Paradiso XXXI, 108 van Kamal Aljafari
- Ereprijs: Filmgalerie 451 (Irene von Alberti & Frieder Schlaich)

### 2023
- Beste speelfilm: Roter Himmel van Christian Petzold
- Beste speelfilmdebuut: Piaffe van Ann Oren
- Beste actrice: Christina Große voor Alaska
- Beste acteur: Lorenz Hochhuth voor Drifter
- Beste scenario: Christian Petzold voor Roter Himmel
- Beste beeldcompositie: Helena Wittmann voor Human Flowers of Flesh
- Beste filmmontage: Andreas Wodraschke voor Sonne und Beton
- Beste filmmuziek: Diego Ramos Rodríguez voor Die Theorie von Allem
- Beste documentairefilm: Landshaft van Daniel Kötter
- Beste jeugdfilm: Kannawoniwasein! van Stefan Westerwelle
- Beste korte film: Slimane van Carlos Pereira
- Beste experimentele film: The early rains which wash away the chaff  before the spring rains van Heiko-Thandeka Ncube